# Staples
Staples (укр. Стейплс) — американська компанія, власник мережі супермаркетів з продажу офісного обладнання. Компанія володіє більше ніж 2000-ми магазинів у 26-и країнах світу, серед яких США, Австрія, Австралія, Індія, Норвегія, Німеччина, Велика Британія та Бразилія. Штаб-квартира компанії знаходиться у місті Фреймінгем, Массачусетс (США).